# 안쪽무릎핵
안쪽무릎핵(medial geniculate nucleus, MGN, 내측슬상체핵) 또는 안쪽무릎체(medial geniculate body, MGB, 내측슬상체)는 청각 시상의 일부이며 아래둔덕(inferior colliculus, IC)과 청각 피질(auditory cortex, AC) 사이의 시상 중계를 나타낸다. 이는 뉴런 형태와 밀도, 구심성 및 원심성 연결, 뉴런의 코딩 특성으로 구별되는 다수의 하위핵으로 구성된다. MGN은 주의(attention)의 방향과 유지에 영향을 미치는 것으로 생각된다.

## 구성 부분
MGN에는 배쪽(VMGN), 등쪽(DMGN) 및 안쪽(MMGN)의 세 가지 주요 구성 부분이 있다. VMGN은 청각 정보 처리에만 특화된 반면, DMGN 및 MMGN은 비청각 경로에서도 정보를 받는다.
| 부서 | 입력 | 출력                                                     |
| VMGN | * 아래둔덕 ** ICC(같은쪽) ** ICP(반대쪽) * 시상 그물핵(thalamic reticular nucleus. 같은쪽) * 청각 피질                                    | 청각 피질 * 전방(AAF) * 일차(AI) * 후방(PAF)             |
| DMGN | * IC ** 중심핵 ** 외부 핵 * 청각 피질 * 기타 시상 핵                                                                                      | 청각 피질                                                |
| MMGN | * ICC(같은쪽) * LLN(같은쪽 및 반대쪽) * 위둔덕 * 주위올리브핵 * 청각 피질 ** 이차성(AII) * 시상의 망상핵 * 체성감각 및 전정 영향도 존재함 | 청각 피질 * AII(동측) * AAF(동측) * AI(동측) * PAF(동측) |

## 추가 이미지

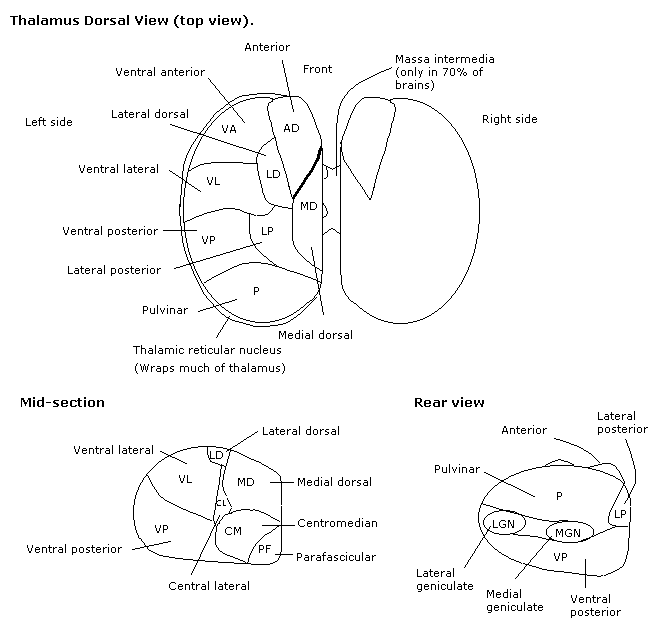
Thalamus
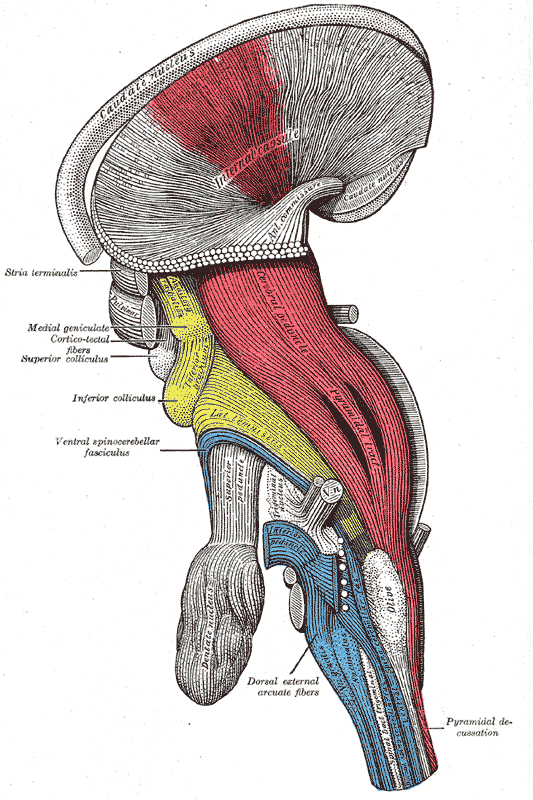
Deep dissection of brain-stem. Lateral view.
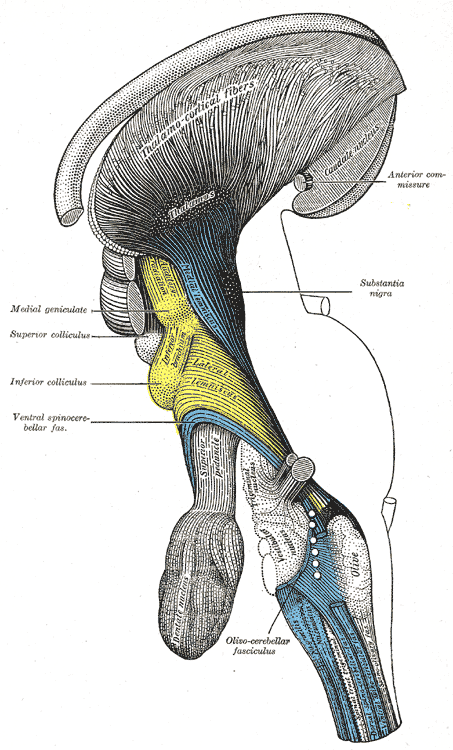
Deep dissection of brain-stem. Lateral view.
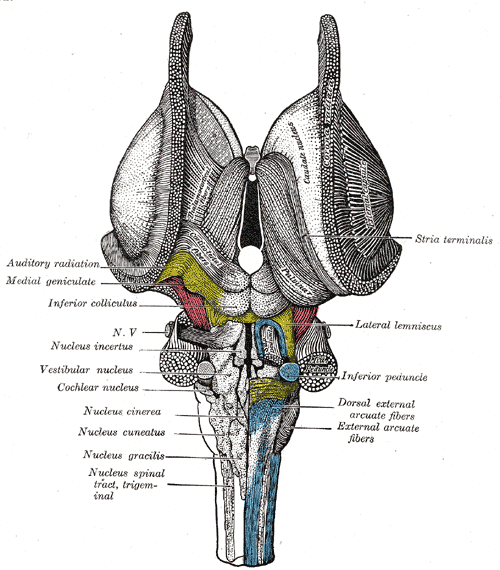
Dissection of brain-stem. Dorsal view.
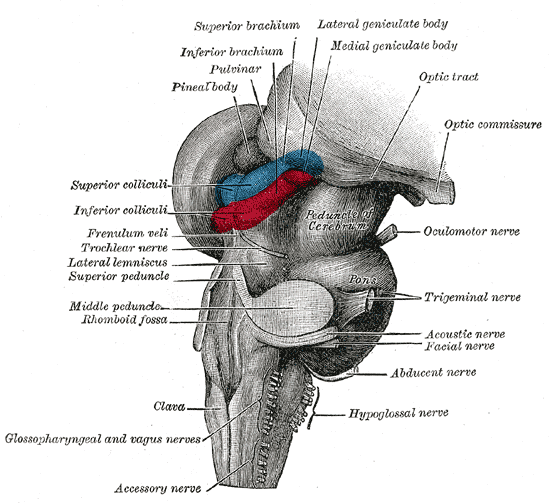
Hind- and mid-brains; postero-lateral view.
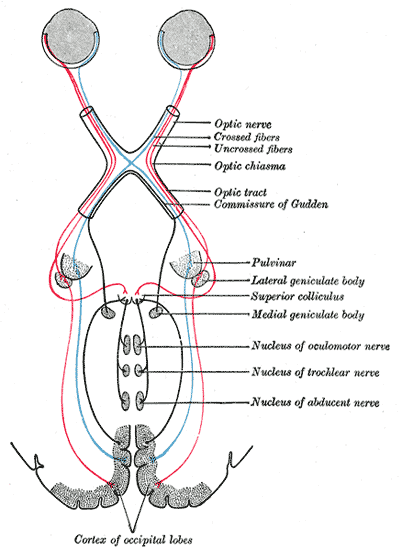
Scheme showing central connections of the optic nerves and optic tracts.
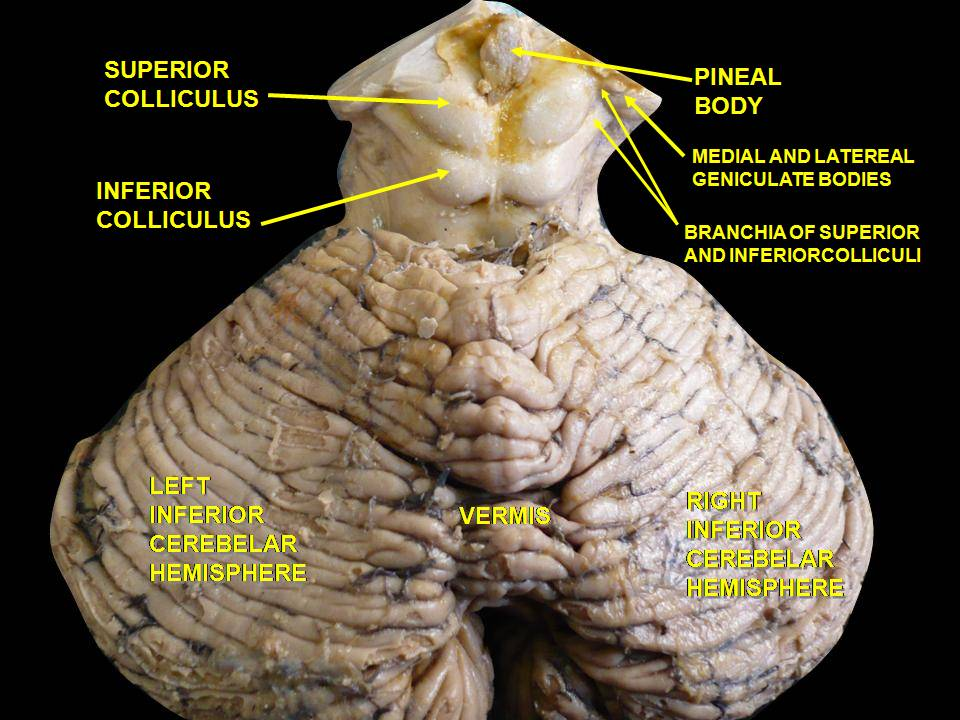
Brainstem. Posterior view.

## 같이 보기
- 가쪽무릎핵
- 덮개앞구역 (pretectal area, pretectum)
- 뒤판 (tegmentum)
- 중간뇌#덮개 (tectum)
- 시상밑부 (subthalamus, 시상저부)
- 시상상부 (epithalamus)
- 양산 세포 (parasol cell, M 세포)
- 올리브체 (Olivary body)
- 위둔덕 (superior colliculus, 상구)
- 아래둔덕
- 위올리브복합체 (superior olivary complex, 상올리브복합체, superior olivary nucleus, 위올리브핵, 상올리브핵)
- 아래올리브핵 (inferior olivary nucleus, 하올리브핵)
- 유두체